# آرام کاراپتیان
آرام کاراپتیان (انگلیسی: Aram Karapetyan؛ زادهٔ ۱ فوریهٔ ۱۹۶۴) یک سیاست‌مدار اهل ارمنستان که از سمت رهبری حزب دوران نوین را برعهده دارد.